# American Top 40
American Top 40 (geralmente abreviado para AT40) é um sindicato internacional e independente, criada pelas personalidades de rádio Casey Kasem e Don Bustany. Originalmente é atualmente distribuído pela Premiere Radio Networks, em Estados Unidos, Canadá, Austrália, Nova Zelândia, Filipinas, China, Singapura, Índia, Reino Unido, e vários outros territórios em todo o mundo.
O co-criador da série Casey Kasem hospedou desde a sua inauguração, em 4 de julho de 1970 até 6 de agosto de 1988, e novamente a partir de 28 de março de 1998 a 3 de janeiro de 2004. Seus outros dois apresentadores regulares foram Shadoe Stevens (1988-1995) e do American Idol Ryan Seacrest (desde 2004). Mais de 50 celebridades, entre eles personalidades de rádio, game show hosts, artistas gráficos e até mesmo substituir-se a estes três durante todo o show do executado. O locutor de rádio Charlie Van Dyke preenchido para Casey um recorde 31 vezes na década de 1980.
Como o próprio título sugere, AT40 conta as canções mais populares, em quarenta os Estados Unidos, a partir de #40 a #1. O show de gráficos Billboard utilizados em seus primeiros anos, depois mudou para os de rádio e registros tardios em 1990 aguardando do seu regresso. Os gráficos da versão em Seacrest são baseados em dados do pedido Mediabase, e afiliadas desempenho da série.

## História
American Top 40 teve início na semana Dia da Independência em 1970, em sete estações de rádio. Foi originalmente distribuída por Watermark Inc., e foi apresentada pela primeira vez em mono até que ela começou a gravar em estéreo, em Setembro de 1972. No início 1982, d'água foi comprada pela ABC Rádio e AT40 tornou-se um programa da "Rádio Rede ABC Contemporânea". O programa foi acolhido pela Casey Kasem e co-criado por Kasem; Don Bustany; Tom Rounds, e diretor do Programa 93/KHJ lendário Ron Jacobs, que produziu e dirigiu a produção vários elementos. Ronda foi também a comercialização gênio.
O espetáculo começou com três horas um programa escrito e dirigido por Bustany, contando as 40 canções no topo da Billboard Hot 100 Singles Chart. O espetáculo ganhou popularidade rapidamente, uma vez que foi encomendado, e expandido para quatro horas um programa de 7 de outubro de 1978, para reflectir o aumento da duração média dos singles na Billboard's Hot 100 chart. A produtora pessoal ampliado para oito pessoas, algumas delas ainda em actividade: Nikki Vinho, Ben Marichal, Scott Paton, Matt Wilson, Merrill Shindler, Guy Aoki, Ronnie Sandy Allen e Stert Benjamin. (Bustany aposentado de AT40 em 1989, desde 1994, ele organizou um talk show sobre política ouvinte-patrocinada KPFK.) Até ao início de 1980, o espetáculo pode ser ouvido em 520 estações nos Estados Unidos e ao redor do mundo em 50 países.

### 1988 –1995: Era Shadoe Stevens
Em 1988, deixou o show Kasem contrato devido a preocupações com a ABC. Indústria Comércio papel revista Billboard informou que as principais disputas entre Kasem d'água e / ABC foram mais de seu salário, por causa do declínio ratings e um grupo menor de estações ventilar o show. Casey's final AT40 show exibido em 6 de agosto de 1988. Em nenhum momento durante o último show que fizeram em Kasem nunca deixe que quaisquer mudanças foram andante, e simplesmente omitida a expressão "juntar-me na próxima semana", enquanto fechando o show.
Kasem foi substituído pela Shadoe Stevens, cujo primeiro American Top 40 mostrar arejada em 13 de agosto de 1988, em estações de 1014. Kasem aderiu à rede rádio Westwood One inferior a um ano mais tarde para iniciar um show rivais, Casey's Top 40. Muitos ouvintes foram AT40 chateado por Kasem da partida e, como resultado, muitas estações desceu Americana Top 40 em favor de Casey's Top 40 quando ele bateu no ar em 21 de janeiro de 1989. Em uma tentativa de ganhar de volta um público, mostrar vários novos recursos foram julgados. Estes incluíram entrevista clips, music news, top 5 flashbacks, e antevisões de futuros hits gráfico (chamado de "AT40 Sneek Peek"). Além disso, AT40 em seus anos mais tarde Shadoe frequentemente utilizada um artifício "Não Nuttin", em que o número jingle foi seguido pela canção, sem introdução de Shadoe; este irked críticos do espetáculo, como nem mesmo o anúncio do título da canção deixaria alguns ouvintes confuso. Este artifício foi utilizado como muitos como 22 vezes em uma única contagem regressiva. Em alguns casos, Shadoe anunciaria o artista, mas não a canção.

### 1998 -2003: A segunda era de Casey Kasem
American Top 40 foi reavivado em 28 de março de 1998, quando o anfitrião original Casey Kasem teve a ideia de sua rede para renomear Westwood One "Casey's Top 40", como "American Top 40", após a obtenção dos direitos sobre o nome do ABC, desde a AT40 de Shadoe, que tinha sido fora do ar por mais de dois anos. Westwood One recusou, por isso Kasem tomou a si próprio e AT40 nome para AMFM Sindicato de Rádio.

### 2004 -presente: Ryan Seacrest
Em 10 de janeiro de 2004, Ryan Seacrest assumiu as funções de hospedagem American Top 40 de Kasem, embora Kasem iria continuar a acolher American Top 20 e American Top 10. Com o acolhimento mudança, AT40 sofreu uma reformulação, com um novo tema musical e introduz várias novas funcionalidades. Estes suplementos incluídos jogar na semana anterior da canção # 1 no início do show (ainda que mais tarde foi descontinuado), uma fofoca seção, e uma atualização sobre rastreio filmes nos cinemas. Outros extras induzido em uma base regular incluem "AT40 Breakout", uma canção previsto para o gráfico crack dentro das próximas semanas (anteriormente conhecida como "fora da caixa" "hit"); "Pedido Line", um segmento em que Ryan Seacrest irão desempenhar um canção pedida por um ouvinte, "Double Play", um antigo hit do artista jogamos; "AT40 Sleaze" (inspirada pela "Dees Sleaze" segmento de Rick Dees Weekly Top 40 radio show) e "AT40 Rewind ", um hit canção da última década ou assim. De entre as canções, os anfitriões de Seacrest e convidados torna muitas vezes sem expressão um liners enquanto escritores e produtores pode ser ouvido rindo freqüentemente.